# Henrique I de Champanhe
Henrique I de Champanhe (Dezembro de 1126 - Troyes, 16 de Março de 1181), cognominado "o Liberal" (em francês: Henri le Liberal), foi conde de Champanhe e de Brie entre de 1152 até sua morte.

## Biografia
Henrique tomou parte na Segunda Cruzada, liderada pelo rei Luís VII da França. Levou uma carta de recomendação de Bernardo de Claraval ao imperador bizantino Manuel I Comneno; foi listado entre os nobres presentes na assembleia convocada por Balduíno III de Jerusalém, em Acre, em 24 de junho de 1148.
À morte de seu pai, em 1152, Henrique preferiu ficar com Champanhe, deixando as outras possessões da família (incluindo Blois, Chartres, Sancerre e Chatêaudun) para seus irmãos mais novos. Isto pode ter sido bastante surpreendente na época, uma vez que os outros territórios eram mais ricos e mais desenvolvidos. Henrique deve ter previsto as possibilidades econômicas de Champanhe, e foi durante seu governo que o condado se tornou um dos principados mais ricos da França.
Henrique estabeleceu um governo ordenado sobre os nobres de Champanhe, e poderia contar razoavelmente com o auxílio de 2.000 vassalos, o que por si só lhe dava um poder quase inigualável na França. Essa organização fez de Champanhe um lugar seguro para mercadores se reunirem e, sob a proteção do conde, as feiras de Champanhe tornaram-se uma parte central no comércio da Europa medieval.
No mais, a corte de Henrique em Troyes tornou-se um renomado centro literário. Walter Map estavam entre aqueles que encontraram hospitalidade lá. O erudito Estêvão de Alinerre era um dos cortesões de Henrique, tornando-se chanceler do condado, em 1176.
Em 1179, Henrique foi novamente a Jerusalém com um grupo de cavaleiros, incluindo seu cunhado Pedro I de Courtenay e Filipe de Dreux, bispo de Beauvais. Retornou à Europa pela rota terrestre, pela Ásia Menor, sendo capturado pelo seljúcida Quilije Arslã II, sultão de Rum. O resgate foi pago pelo imperador bizantino, e Henrique foi libertado, falecendo, porém, logo depois. Foi sucedido por seu filho mais velho, Henrique II, mas quando este se tornou rei de Jerusalém, em 1192, o Condado de Champanhe foi passado para seu filho mais novo, Teobaldo III.

## Relações familiares
Foi filho primogênito do conde Teobaldo IV de Blois, (c.1090 - 8 de Janeiro de 1152), conde de Chartres e Champanhe, e de Matilde da Caríntia.
Casou em 1164 com Maria Capeto (Maria da França) (1145 - 11 de Março de 1198), princesa de França, filha de Luís VII de França "O jovem" (1120 - 18 de setembro de 1180) rei França e de Leonor da Aquitânia (Leonor de Poitou), (1 de Abril de 1122 - 31 de Março de 1204) duquesa da Aquitânia, de quem teve:
1. Henrique II de Champanhe (29 de Julho de 1166 - 10 de Setembro de 1197), conde paladino de Champanhe, e mais tarde rei de Jerusalém, casou em 1193 com Isabele de Anjou (1172 - 1206), rainha de Jerusalém, filha de Amalrico I de Jerusalém (1136 -?), rei de Jerusalém, e de Maria Comnena, filha de João Comneno (Constantinopla, c. 1020 - Constantinopla, 12 de julho de 1067) e de Maria Taronitissa.
2. Maria de Champanhe (1174 - 1204), casou em 6 de Janeiro de 1186 com Balduíno I de Constantinopla, (Valenciennes, França, 1172-1205), conde da Flandres e de Hainaut, mais tarde Imperador latino de Constantinopla (? - 1206).
3. Teobaldo III de Champanhe[3] (13 de Maio de 1179 — 24 de Maio de 1201), conde de Champanhe, casou com Branca I Navarra (1177 - 1229), filha de Sancho IV de Navarra, rei de Navarra e de Sancha de Castela, infanta de Castela.
4. Escolástica de Champanhe (? - 1219), casou com Guilherme IV de Mâcon, conde de Mâcon (? -  1226).